# جون بنجامين هيكي
جون بنجامين هيكي (من مواليد 25 يونيو 1963) هو ممثل أمريكي. حصل على جائزة توني لعام 2011 لأفضل أداء لممثل متميز في مسرحية لأدائه مثل فيليكس تيرنر في The Normal Heart .

## روابط خارجية
- جون بنجامين هيكي على موقع IMDb (الإنجليزية)
- جون بنجامين هيكي على موقع ألو سيني (الفرنسية)
- جون بنجامين هيكي على موقع أول موفي (الإنجليزية)
- جون بنجامين هيكي على موقع قاعدة بيانات برودواي على الإنترنت (الإنجليزية)
- جون بنجامين هيكي على موقع قاعدة بيانات الأفلام السويدية (السويدية)
- جون بنجامين هيكي على موقع إن إن دي بي (الإنجليزية)
- جون بنجامين هيكي على موقع ديسكوغز (الإنجليزية)
- جون بنجامين هيكي على موقع قاعدة بيانات الفيلم (الإنجليزية)
- جون بنجامين هيكي على موقع كينوبويسك (الروسية)